# 烈公 (晋)
烈公（れっこう、生年不詳 - 紀元前389年）は、中国の春秋戦国時代の晋の君主。姓は姫、名は止。

## 生涯
晋の幽公の子として生まれた。紀元前416年、幽公が殺害されると、後を嗣いで烈公が晋公として即位した。紀元前413年、楚軍の侵攻を受け、上洛にまで達した。紀元前404年、韓の景侯や趙の烈侯に命じて斉を討ち、これを撃破した。烈公は捕虜の斉兵を周の威烈王に献上した。既に趙・韓・魏は自立状態にあったが、紀元前403年に威烈王によって諸侯に列せられ、晋と趙・韓・魏は名目上の君臣関係ですら無くなった。 
紀元前389年、烈公は死去し、子の孝公が晋公として即位した。